# Sonic Youth
Sonic Youth – zespół rockowy założony w Nowym Jorku w 1981. Troje jego twórców: Thurston Moore, Kim Gordon i Lee Ranaldo działało w nowojorskim środowisku no wave. Moore i Ranaldo grali razem z Glennem Branką w jego eksperymentalnym zespole, próbując odkrywać nowe zastosowania gitar. Gordon brała udział w organizacji Noise Fest.
Pierwsze dwa albumy grupy są pod dużym wpływem nowojorskiej sceny i zawierają bezkompromisowe eksperymenty z gitarami. Z czasem wykrystalizowały się wszystkie elementy stylu zespołu, dzięki którym stał się tak bardzo wpływowym, a jednocześnie słuchanym przez wielu ludzi: bardzo luźna budowa utworów – brak jednego schematu konstrukcji, jednocześnie często bardzo wpadająca w ucho melodia, lekkość, która nasuwa skojarzenia z popem, duża rola gitarowych zgrzytów budujących wrażenie ‘brudu’ muzyki, charakterystyczna technika gry na gitarze – wodzenie np. pałką od perkusji po gryfie, eksperymenty z różnymi efektami, teksty refleksyjne, w prosty sposób ujmujące skomplikowane zjawiska społeczne i psychologiczne, wokaliści często mówią w pierwszej osobie.
Już po Sister Sonic Youth zaczęli być obecni w publikacjach, które można określić jako mainstream – np. w Rolling Stone. Wielkim przełomem stał się jednak dopiero album Daydream Nation, a utwór „Teen Age Riot” jest dla niektórych ludzi hymnem pokolenia, które widzi bezsensowność buntu. Album Dirty skierował grupę w stronę muzyki grunge, na którą zresztą sama wywarła wpływ.
Sonic Youth przykleja się etykietkę zespołu z nurtu indie i noise rock. Trudno oszacować wpływ ich muzyki, która do dziś inspiruje muzyków na całym świecie. Na pewno niektóre elementy przejęli Nirvana, Mudhoney i Beck. Zespół aż do rozpadu nie przestał eksperymentować, mimo że w 2006 r. minęło ćwierćwiecze od jego powstania.
Najbardziej znane utwory: „Schizophrenia”, „Kool Thing”, „Sugar Kane”, „Teen Age Riot”, „Diamond Sea”, „Sunday”, „Youth Against Fascism”, „100%”, „Bull In The Heather” i „Superstar” (przeróbka utworu grupy The Carpenters z 1971 r. nagrana przez Sonic Youth w 1994 r. i wydana na płycie „If I Were a Carpenter”, która była kompilacją utworów The Carpenters nagraną przez różnych artystów.)
W 2011 roku zespół zawiesił działalność.

## Skład

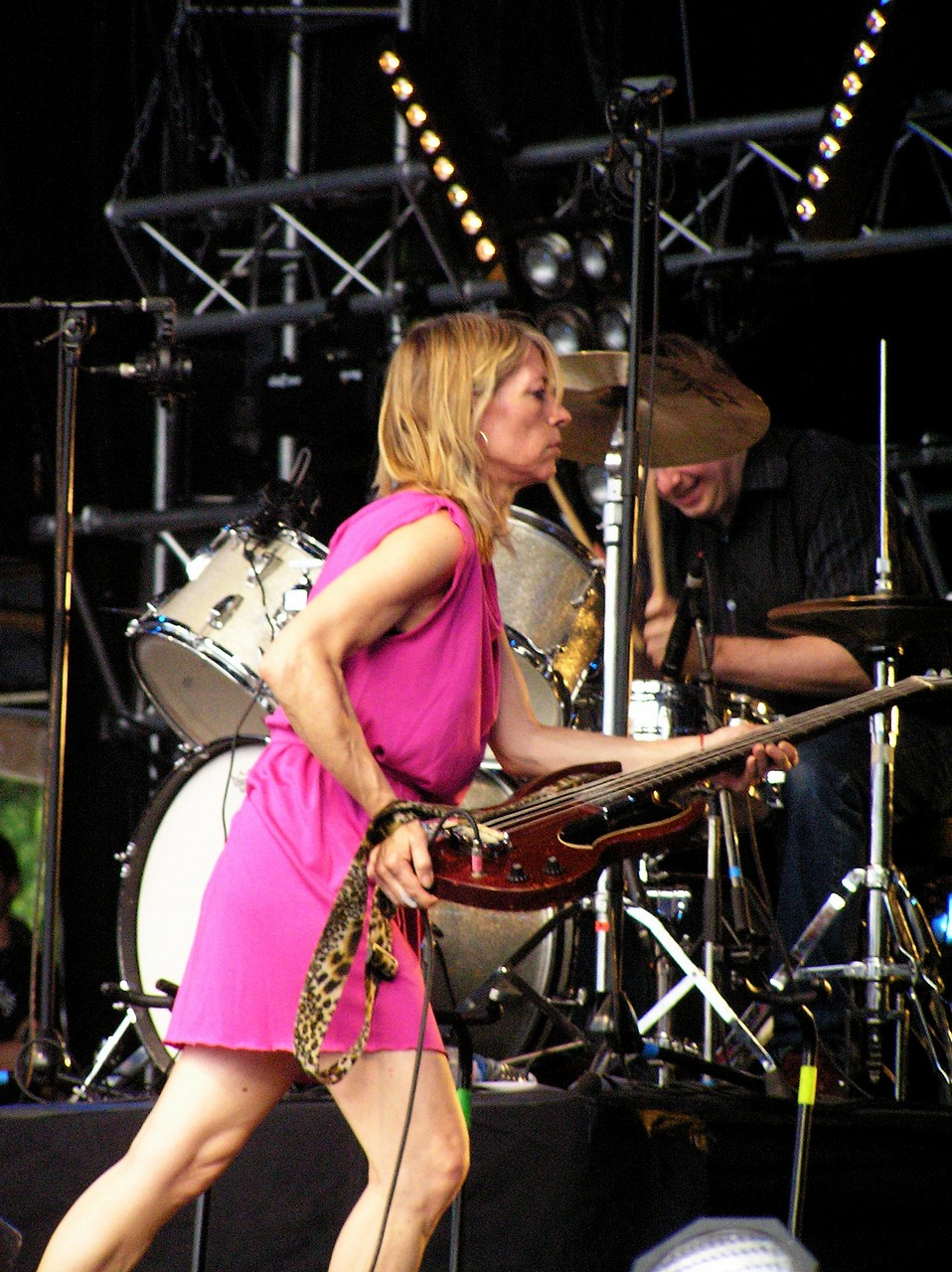
Kim Gordon podczas jednego z występów Sonic Youth w 2005 roku

- Thurston Moore – śpiew, gitara (od 1981)
- Kim Gordon – gitara basowa, śpiew, gitara (od 1981)
- Lee Ranaldo – gitara, śpiew (od 1981)
- Steve Shelley(inne języki) – perkusja (od 1985)
- Mark Ibold(inne języki) – gitara basowa (od 2008) – były muzyk grup Dustdevils i Pavement

### Byli członkowie
- Jim O’Rourke – gitara basowa, gitara (2000-2005)
- Ann DeMarinis(inne języki) – instrumenty klawiszowe (1981–1982)
- Bob Bert(inne języki) – perkusja (1982–1983, 1983–1985)
- Richard Edson – perkusja (1981–1982)
- Jim Sclavunos(inne języki) – perkusja (1983)

## Dyskografia

### Albumy studyjne
| Data wydania        | Tytuł                                   | Wytwórnia                    |
| ------------------- | --------------------------------------- | ---------------------------- |
| Marzec 1982         | Sonic Youth                             | Neutral Records              |
| Luty 1983           | Confusion Is Sex                        | Neutral Records              |
| Marzec 1985         | Bad Moon Rising                         | Homestead Records            |
| Maj 1986            | EVOL                                    | SST Records                  |
| Czerwiec 1987       | Sister                                  | SST Records                  |
| Październik 1988    | Daydream Nation                         | Enigma Records / Blast First |
| 26 czerwca 1990     | Goo                                     | DGC Records                  |
| 21 lipca 1992       | Dirty                                   | DGC Records                  |
| 10 maja 1994        | Experimental Jet Set, Trash and No Star | DGC Records                  |
| 26 września 1995    | Washing Machine                         | DGC Records                  |
| 12 maja 1998        | A Thousand Leaves                       | DGC Records                  |
| 16 maja 2000        | NYC Ghosts & Flowers                    | Geffen Records               |
| 25 czerwca 2002     | Murray Street                           | Geffen Records               |
| 8 czerwca 2004      | Sonic Nurse                             | Geffen Records               |
| 13 czerwca 2006     | Rather Ripped                           | Geffen Records               |
| 6 października 2008 | Hits Are For Squares                    | Starbucks/Universal          |
| 9 czerwca 2009      | The Eternal                             | Matador Records              |